# Корпоративизъм
Корпоратизъм или корпоративизъм (на италиански: Corporativismo) е политико-икономическа доктрина, при която властта в държавата се съсредоточава в големи сдружения, наречени корпорации. Макар и зародил се по-рано, корпоратизмът за първи път е приложен във Фашистка Италия от Бенито Мусолини. Корпоратизмът се появява в резултат на Голямата депресия и почти повсеместно настъпилото свиване на икономиката. В икономически план той се изразява в обединение на всички профсъюзи и предприятия (съответно всички работници и собственици) от дадена област в една-единствена корпорация. Например всички производствени предприятия, техните собственици и всички работници в сектора на стоманопроизводството в държавата могат да сформират отделна корпорация, занимаваща се само с такова производство. Корпоратизмът обаче не се ограничава само до икономиката. Моделът му може да бъде приложен във всеки аспект на държавата.
По традиция той се отъждествява с фашизма, защото е приложен за пръв път именно във фашистка Италия и други фашистки държави (Нацистка Германия, Латвия при управлението на Карлис Улманис и др.)